# Campeonato de Primera B Nacional 2001-02
El Campeonato de Primera B Nacional 2001-02 fue la decimosexta temporada disputada de la categoría, en Argentina. Este torneo tuvo muchas modificaciones con relación al anterior, ya que se agruparon todos los equipos en una sola zona, terminando con la división entre los de distinta procedencia, a pesar de la resistencia de los dirigentes de algunos clubes, que aducían, entre otras cosas, el alto costo del certamen. El torneo se dividió en dos fases: Apertura y Clausura, el primero se jugó todos contra todos en una sola rueda, y el ganador obtuvo el ascenso directo, además de ser considerado como campeón anual. Luego, para disputar el Clausura, se dividió a los restantes equipos en tres zonas, de las que clasificaron los respectivos ganadores para jugar, junto con los 5 mejores de la tabla general, un Torneo Reducido por el segundo ascenso y las promociones con Primera División.
Se incorporaron Los Andes y Almagro (descendidos de Primera División), Defensores de Belgrano (campeón de Primera B Metropolitana) y Huracán (Tres Arroyos) (campeón del Torneo Argentino A).
El primer ascenso fue para Olimpo, que obtuvo el Torneo Apertura y ascendió directamente. El segundo ascenso lo ganó Arsenal.
Por su parte, se establecieron 7 descensos. Para ello se confeccionaron 3 tablas de promedios, manteniendo la separación de los equipos en las zonas Interior y Metropolitana, y agrupándolos, asimismo, en una tabla general.

## Ascensos y descensos
| Torneo          | Descendidos de la Primera B Nacional 2000-01 |
| --------------- | -------------------------------------------- |
| Argentino A     | Cipolletti                                   |
| Argentino A     | General Paz Juniors                          |
| Argentino A     | San Martín de Tucumán                        |
| B Metropolitana | All Boys                                     |
| B Metropolitana | Estudiantes de Buenos Aires                  |
| B Metropolitana | Ferro Carril Oeste                           |
| B Metropolitana | San Miguel                                   |

| Torneo          | Ascendidos a la B Nacional 2001-02 |
| --------------- | ---------------------------------- |
| Argentino A     | Huracán (TA)                       |
| B Metropolitana | Defensores de Belgrano             |

| Pos.      | Ascendidos a la Primera División 2001-02 |
| --------- | ---------------------------------------- |
| Campeón   | Banfield                                 |
| Gan. Red. | Nueva Chicago                            |

| Prom. | Descendidos de la Primera División 2000-01 |
| ----- | ------------------------------------------ |
| 19.º  | Almagro                                    |
| 20.º  | Los Andes                                  |

- De esta manera, el número de equipos se redujo a 25.

## Equipos
| Equipo                   | Ciudad                 | Estadio                           | Capacidad |
| ------------------------ | ---------------------- | --------------------------------- | --------- |
| Almagro                  | José Ingenieros        | Tres de Febrero                   | 19 000    |
| Almirante Brown (A)      | Arrecifes              | Municipal de Arrecifes            | 12 000    |
| Arsenal                  | Sarandí                | Julio Humberto Grondona           | 16 300    |
| Atlético Tucumán         | San Miguel de Tucumán  | Monumental José Fierro            | 32 700    |
| Atlético de Rafaela      | Rafaela                | Nuevo Monumental                  | 26 660    |
| Central Córdoba (R)      | Rosario                | Gabino Sosa                       | 18 000    |
| Defensa y Justicia       | Florencio Varela       | Norberto "Tito" Tomaghello        | 12 000    |
| Defensores de Belgrano   | Buenos Aires           | Juan Pasquale                     | 10 000    |
| El Porvenir              | Gerli                  | Enrique De Roberts                | 14 000    |
| Gimnasia y Esgrima (CdU) | Concepción del Uruguay | Manuel y Ramón Núñez              | 9000      |
| Gimnasia y Esgrima (J)   | San Salvador de Jujuy  | 23 de Agosto                      | 23 000    |
| Godoy Cruz               | Godoy Cruz             | Malvinas Argentinas               | 40 270    |
| Huracán (TA)             | Tres Arroyos           | Roberto Lorenzo Bottino           | 10 000    |
| Independiente Rivadavia  | Mendoza                | Bautista Gargantini               | 24 000    |
| Instituto                | Córdoba                | Juan Domingo Perón                | 32 000    |
| Juventud Antoniana       | Salta                  | Fray Honorato Pistoia             | 12 000    |
| Los Andes                | Lomas de Zamora        | Eduardo Gallardón                 | 36 942    |
| Olimpo                   | Bahía Blanca           | Roberto Natalio Carminatti        | 15 000    |
| Platense                 | Vicente López          | Ciudad de Vicente López           | 31 030    |
| Quilmes                  | Quilmes                | Centenario Dr. José Luis Meiszner | 30 200    |
| Racing (C)               | Córdoba                | Miguel Sancho                     | 15 000    |
| San Martín (M)           | General San Martín     | General José de San Martín        | 8782      |
| San Martín (SJ)          | San Juan               | Ingeniero Hilario Sánchez         | 19 500    |
| Tigre                    | Victoria               | José Dellagiovanna                | 28 680    |
| Villa Mitre              | Bahía Blanca           | El Fortín                         | 12 000    |

### Distribución geográfica de los equipos
| Región                                   | Cant. | Equipos                                                                                 |
| ---------------------------------------- | ----- | --------------------------------------------------------------------------------------- |
| conurbano bonaerense                     | 8     | Almagro, Arsenal, Defensa y Justicia, El Porvenir, Los Andes, Platense, Quilmes y Tigre |
| Interior de la provincia de Buenos Aires | 4     | Almirante Brown (A), Huracán (TA), Olimpo y Villa Mitre                                 |
| Mendoza                                  | 3     | Godoy Cruz, Independiente Rivadavia y San Martín (M)                                    |
| Córdoba                                  | 2     | Instituto y Racing (C)                                                                  |
| Santa Fe                                 | 2     | Atlético de Rafaela y Central Córdoba (R)                                               |
| Ciudad de Buenos Aires                   | 1     | Defensores de Belgrano                                                                  |
| Entre Ríos                               | 1     | Gimnasia y Esgrima (CdU)                                                                |
| Jujuy                                    | 1     | Gimnasia y Esgrima (J)                                                                  |
| Salta                                    | 1     | Juventud Antoniana                                                                      |
| San Juan                                 | 1     | San Martín (SJ)                                                                         |
| Tucumán                                  | 1     | Atlético Tucumán                                                                        |

## Formato

### Competición
Se disputaron dos torneos llamados Apertura y Clausura. En el primero de ellos, los 25 equipos se enfrentaron todos contra todos a una sola rueda. El ganador de ese torneo se consagró campeón y obtuvo el ascenso. En el segundo torneo, los 24 equipos restantes se dividieron en tres zonas de ocho equipos cada una, que disputaron 14 fechas enfrentándose dos veces entre ellos invirtiendo la localía en  el segundo encuentro.

### Ascenso
El ganador del Apertura se consagró campeón y obtuvo el ascenso a la Primera División. Los ganadores de cada una de las zonas del Torneo Clausura, así como los cinco equipos mejor ubicados en la tabla de posiciones final del campeonato, excluyendo a los ganadores de las zonas, disputaron un Torneo Reducido cuyo ganador obtuvo el segundo ascenso a la Primera División.

### Descenso
Se decidió mediante dos tablas de promedios, una por cada afiliación, y otra tabla de descenso general, todas ellas contabilizando los puntos obtenidos en las últimas 3 temporadas. Los últimos dos de cada tabla por afiliación y los últimos tres de la tabla general, excluyendo a los que ya habían finalizado últimos en la tabla de su afiliación, descendieron a su categoría de origen, totalizando siete descensos esta temporada.

## Torneo Apertura

### Tabla de posiciones final
| Pos | Equipo                   | Pts | PJ | PG | PE | PP | GF | GC | Dif |
| --- | ------------------------ | --- | -- | -- | -- | -- | -- | -- | --- |
| 1   | Olimpo                   | 46  | 24 | 13 | 7  | 4  | 36 | 20 | 16  |
| 2   | Quilmes                  | 45  | 24 | 13 | 6  | 5  | 36 | 24 | 12  |
| 3   | San Martín (M)           | 44  | 24 | 12 | 8  | 4  | 37 | 24 | 13  |
| 4   | Huracán (TA)             | 41  | 24 | 13 | 2  | 9  | 33 | 32 | 1   |
| 5   | Gimnasia y Esgrima (J)   | 39  | 24 | 11 | 6  | 7  | 35 | 23 | 12  |
| 6   | Gimnasia y Esgrima (CdU) | 39  | 24 | 11 | 6  | 7  | 35 | 29 | 6   |
| 7   | Juventud Antoniana       | 38  | 24 | 11 | 5  | 8  | 32 | 27 | 5   |
| 8   | Instituto                | 38  | 24 | 11 | 5  | 8  | 38 | 34 | 4   |
| 9   | El Porvenir              | 38  | 24 | 9  | 11 | 4  | 24 | 20 | 4   |
| 10  | Defensores de Belgrano   | 37  | 24 | 10 | 7  | 7  | 37 | 25 | 12  |
| 11  | San Martín (SJ)          | 35  | 24 | 9  | 8  | 7  | 32 | 28 | 4   |
| 12  | Atlético de Rafaela      | 35  | 24 | 10 | 5  | 9  | 33 | 30 | 3   |
| 13  | Arsenal                  | 33  | 24 | 8  | 9  | 7  | 30 | 22 | 8   |
| 14  | Los Andes                | 33  | 24 | 10 | 3  | 11 | 36 | 35 | 1   |
| 15  | Defensa y Justicia       | 33  | 24 | 9  | 6  | 9  | 32 | 36 | -4  |
| 16  | Almagro                  | 32  | 24 | 8  | 8  | 8  | 35 | 33 | 2   |
| 17  | Independiente Rivadavia  | 31  | 24 | 7  | 10 | 7  | 32 | 24 | 8   |
| 18  | Atlético Tucumán         | 29  | 24 | 7  | 8  | 9  | 35 | 40 | -5  |
| 19  | Central Córdoba (R)      | 27  | 24 | 7  | 6  | 11 | 36 | 41 | -5  |
| 20  | Almirante Brown (A)      | 25  | 24 | 6  | 7  | 11 | 22 | 38 | -16 |
| 21  | Platense                 | 24  | 24 | 6  | 6  | 12 | 24 | 35 | -11 |
| 22  | Villa Mitre              | 23  | 24 | 6  | 5  | 13 | 22 | 36 | -14 |
| 23  | Godoy Cruz               | 21  | 24 | 5  | 6  | 13 | 33 | 47 | -14 |
| 24  | Racing (C)               | 19  | 24 | 4  | 7  | 13 | 25 | 46 | -21 |
| 25  | Tigre                    | 14  | 24 | 3  | 5  | 16 | 27 | 48 | -21 |

|  |                                         |
|  | Campeón. Ascendió a la Primera División |

### Resultados
| Fecha            | N.º1 | Apertura        |
| Instituto        | 0-0  | Gimnasia (J)    |
| Almagro          | 5-0  | Alte. Brown (A) |
| El Porvenir      | 0-0  | Def.y Justicia  |
| Tigre            | 1-0  | Def.de Belgrano |
| Atl.Tucumán      | 0-2  | Quilmes         |
| Villa Mitre      | 2-4  | San Martín (M)  |
| Atlético Rafaela | 3-0  | Godoy Cruz      |
| Indep.Rivadavia  | 1-1  | C.Córdoba (R)   |
| San Martín (SJ)  | 0-0  | Olimpo          |
| Gimnasia (ER)    | 2-2  | Juv.Antoniana   |
| Huracán (TA)     | 4-0  | Racing (C)      |
| Los Andes        | 2-0  | Arsenal         |
| Libre: Platense  |      |                 |

| Fecha              | N.º 4 | Apertura         |
| San Martín (M)     | 2-1   | Instituto        |
| Racing (C)         | 1-0   | San Martín (SJ)  |
| Juv.Antoniana      | 1-0   | Indep.Rivadavia  |
| Gimnasia (J)       | 1-0   | Almagro          |
| Olimpo             | 1-2   | Los Andes        |
| Tigre              | 2-2   | Atl.Tucumán      |
| Def.de Belgrano    | 3-1   | Atlético Rafaela |
| Def.y Justicia     | 2-0   | Villa Mitre      |
| Quilmes            | 1-3   | Huracán (TA)     |
| Godoy Cruz         | 0-3   | Gimnasia (ER)    |
| C.Córdoba (R)      | 2-1   | Platense         |
| Alte.Brown (A)     | 2-1   | Arsenal          |
| Libre: El Porvenir |       |                  |

| Fecha                | N.º 7 | Apertura        |
| Instituto            | 3-2   | Def.y Justicia  |
| Alte.Brown (A)       | 0-2   | Olimpo          |
| Arsenal              | 1-0   | Gimnasia (J)    |
| Platense             | 2-0   | Juv.Antoniana   |
| Los Andes            | 2-0   | Racing (C)      |
| Villa Mitre          | 0-2   | El Porvenir     |
| Atlético Rafaela     | 1-1   | Atl.Tucumán     |
| Almagro              | 1-1   | San Martín (M)  |
| Indep.Rivadavia      | 1-1   | Godoy Cruz      |
| San Martín (SJ)      | 0-0   | Quilmes         |
| Huracán (TA)         | 2-2   | Tigre           |
| Gimnasia (ER)        | 3-2   | Def.de Belgrano |
| Libre: C.Córdoba (R) |       |                 |

| Fecha              | Nº10 | Apertura        |
| El Porvenir        | 0-0  | Instituto       |
| Def.de Belgrano    | 1-3  | Indep.Rivadavia |
| Atlético Rafaela   | 0-1  | Huracán (TA)    |
| Atl.Tucumán        | 2-2  | Gimnasia (ER)   |
| Tigre              | 1-3  | San Martín (SJ) |
| Quilmes            | 3-0  | Los Andes       |
| Godoy Cruz         | 1-2  | Platense        |
| Racing (C)         | 1-1  | Alte.Brown (A)  |
| Juv.Antoniana      | 1-0  | C.Córdoba (R)   |
| Def.y Justicia     | 2-2  | Almagro         |
| San Martín (M)     | 1-1  | Arsenal         |
| Gimnasia (J)       | 1-1  | Olimpo          |
| Libre: Villa Mitre |      |                 |

| Fecha                | Nº13 | Apertura         |
| Arsenal              | 3-0  | Def.y Justicia   |
| Olimpo               | 2-1  | San Martín (M)   |
| Instituto            | 2-0  | Villa Mitre      |
| Indep.Rivadavia      | 1-2  | Atl.Tucumán      |
| San Martín (SJ)      | 1-0  | Atlético Rafaela |
| Gimnasia (J)         | 3-2  | Racing (C)       |
| C.Córdoba (R)        | 6-4  | Godoy Cruz       |
| Alte.Brown (A)       | 0-1  | Quilmes          |
| Platense             | 0-3  | Def.de Belgrano  |
| Los Andes            | 2-0  | Tigre            |
| Almagro              | 3-3  | El Porvenir      |
| Gimnasia (ER)        | 3-0  | Huracán (TA)     |
| Libre: Juv.Antoniana |      |                  |

| Fecha            | Nº16 | Apertura        |
| Def.de Belgrano  | 2-2  | C.Córdoba (R)   |
| Def.y Justicia   | 3-2  | Olimpo          |
| El Porvenir      | 1-1  | Arsenal         |
| Tigre            | 1-2  | Alte.Brown (A)  |
| Quilmes          | 2-2  | Gimnasia (J)    |
| Huracán (TA)     | 1-0  | Indep.Rivadavia |
| Gimnasia (ER)    | 2-2  | San Martín (SJ) |
| Villa Mitre      | 2-2  | Almagro         |
| Atl.Tucumán      | 2-1  | Platense        |
| Godoy Cruz       | 3-1  | Juv.Antoniana   |
| San Martín (M)   | 2-0  | Racing (C)      |
| Atlético Rafaela | 3-1  | Los Andes       |
| Libre: Instituto |      |                 |

| Fecha             | Nº19 | Apertura         |
| San Martín (M)    | 1-1  | Quilmes          |
| Racing (C)        | 2-2  | Def.y Justicia   |
| Juv.Antoniana     | 0-0  | Def.de Belgrano  |
| Gimnasia (J)      | 3-2  | Tigre            |
| Olimpo            | 1-0  | El Porvenir      |
| C.Córdoba (R)     | 2-0  | Atl.Tucumán      |
| Alte.Brown (A)    | 0-2  | Atlético Rafaela |
| Arsenal           | 2-0  | Villa Mitre      |
| Platense          | 0-1  | Huracán (TA)     |
| Los Andes         | 3-1  | Gimnasia (ER)    |
| Almagro           | 1-1  | Instituto        |
| Indep.Rivadavia   | 4-1  | San Martín (SJ)  |
| Libre: Godoy Cruz |      |                  |

| Fecha            | Nº22 | Apertura       |
| Villa Mitre      | 1-1  | Olimpo         |
| Indep.Rivadavia  | 4-0  | Los Andes      |
| San Martín (SJ)  | 1-1  | Platense       |
| Instituto        | 3-0  | Arsenal        |
| Gimnasia (ER)    | 2-0  | Alte.Brown (A) |
| Huracán (TA)     | 1-0  | C.Córdoba (R)  |
| Atlético Rafaela | 0-0  | Gimnasia (J)   |
| Atl.Tucumán      | 1-0  | Juv.Antoniana  |
| El Porvenir      | 1-1  | Racing (C)     |
| Def.de Belgrano  | 1-1  | Godoy Cruz     |
| Def.y Justicia   | 2-0  | Quilmes        |
| Tigre            | 2-3  | San Martín (M) |
| Libre: Almagro   |      |                |

| Fecha           | N.º 2 | Apertura         |
| Godoy Cruz      | 0-1   | Villa Mitre      |
| Gimnasia (J)    | 0-2   | San Martín (SJ)  |
| Def.de Belgrano | 0-1   | El Porvenir      |
| Def.y Justicia  | 2-2   | Atl.Tucumán      |
| Quilmes         | 3-1   | Atlético Rafaela |
| C.Córdoba (R)   | 0-1   | Almagro          |
| Alte.Brown (A)  | 1-0   | Los Andes        |
| Racing (C)      | 1-2   | Gimnasia (ER)    |
| San Martín (M)  | 1-0   | Huracán (TA)     |
| Juv.Antoniana   | 2-0   | Instituto        |
| Olimpo          | 3-2   | Indep.Rivadavia  |
| Arsenal         | 2-2   | Platense         |
| Libre: Tigre    |       |                  |

| Fecha                 | N.º 5 | Apertura        |
| Villa Mitre           | 0-2   | Def.de Belgrano |
| Almagro               | 0-0   | Juv.Antoniana   |
| Platense              | 0-2   | Olimpo          |
| Gimnasia (ER)         | 2-0   | Quilmes         |
| San Martín (SJ)       | 0-0   | San Martín (M)  |
| Huracán (TA)          | 1-0   | Def.y Justicia  |
| Indep.Rivadavia       | 2-1   | Racing (C)      |
| Instituto             | 2-1   | Godoy Cruz      |
| Atl.Tucumán           | 1-2   | El Porvenir     |
| Arsenal               | 3-0   | C.Córdoba (R)   |
| Los Andes             | 0-1   | Gimnasia (J)    |
| Atlético Rafaela      | 3-2   | Tigre           |
| Libre: Alte.Brown (A) |       |                 |

| Fecha                   | N.º 8 | Apertura        |
| Def.y Justicia          | 2-1   | San Martín (SJ) |
| El Porvenir             | 2-1   | Huracán (TA)    |
| Tigre                   | 0-0   | Gimnasia (ER)   |
| Def.de Belgrano         | 4-1   | Instituto       |
| Godoy Cruz              | 1-1   | Almagro         |
| Quilmes                 | 0-1   | Indep.Rivadavia |
| Racing (C)              | 0-1   | Platense        |
| Olimpo                  | 1-3   | C.Córdoba (R)   |
| San Martín (M)          | 2-0   | Los Andes       |
| Atl.Tucumán             | 3-2   | Villa Mitre     |
| Gimnasia (J)            | 1-2   | Alte.Brown (A)  |
| Juv.Antoniana           | 1-0   | Arsenal         |
| Libre: Atlético Rafaela |       |                 |

| Fecha               | Nº11 | Apertura         |
| Olimpo              | 1-0  | Juv.Antoniana    |
| Huracán (TA)        | 0-0  | Villa Mitre      |
| Alte.Brown (A)      | 2-2  | San Martín (M)   |
| Almagro             | 1-3  | Def.de Belgrano  |
| Indep.Rivadavia     | 4-1  | Tigre            |
| San Martín (SJ)     | 0-0  | El Porvenir      |
| Instituto           | 0-2  | Atl.Tucumán      |
| Arsenal             | 2-2  | Godoy Cruz       |
| Gimnasia (ER)       | 1-0  | Atlético Rafaela |
| C.Córdoba (R)       | 1-1  | Racing (C)       |
| Platense            | 1-1  | Quilmes          |
| Los Andes           | 0-1  | Def.y Justicia   |
| Libre: Gimnasia (J) |      |                  |

| Fecha                | Nº14 | Apertura        |
| Huracán (TA)         | 2-3  | Instituto       |
| Villa Mitre          | 1-0  | San Martín (SJ) |
| Atl.Tucumán          | 0-3  | Almagro         |
| El Porvenir          | 2-2  | Los Andes       |
| Tigre                | 1-1  | Platense        |
| Def.de Belgrano      | 0-0  | Arsenal         |
| Def.y Justicia       | 1-0  | Alte.Brown (A)  |
| Quilmes              | 4-2  | C.Córdoba (R)   |
| Godoy Cruz           | 0-0  | Olimpo          |
| San Martín (M)       | 1-0  | Gimnasia (J)    |
| Racing (C)           | 0-3  | Juv.Antoniana   |
| Atlético Rafaela     | 2-2  | Indep.Rivadavia |
| Libre: Gimnasia (ER) |      |                 |

| Fecha                 | Nº17 | Apertura         |
| Racing (C)            | 2-0  | Godoy Cruz       |
| Juv.Antoniana         | 2-4  | Quilmes          |
| Gimnasia (J)          | 3-1  | Def.y Justicia   |
| Olimpo                | 3-1  | Def.de Belgrano  |
| C.Córdoba (R)         | 3-0  | Tigre            |
| Alte.Brown (A)        | 1-2  | El Porvenir      |
| Platense              | 1-2  | Atlético Rafaela |
| Almagro               | 4-0  | Huracán (TA)     |
| Indep.Rivadavia       | 0-0  | Gimnasia (ER)    |
| San Martín (SJ)       | 1-4  | Instituto        |
| Arsenal               | 0-0  | Atl.Tucumán      |
| Los Andes             | 0-1  | Villa Mitre      |
| Libre: San Martín (M) |      |                  |

| Fecha                  | Nº20 | Apertura       |
| San Martín (SJ)        | 1-2  | Almagro        |
| Instituto              | 0-2  | Los Andes      |
| Gimnasia (ER)          | 2-0  | Platense       |
| Huracán (TA)           | 1-0  | Arsenal        |
| Villa Mitre            | 1-2  | Alte.Brown (A) |
| Atlético Rafaela       | 2-1  | C.Córdoba (R)  |
| Atl.Tucumán            | 1-2  | Olimpo         |
| El Porvenir            | 0-0  | Gimnasia (J)   |
| Def.y Justicia         | 1-3  | San Martín (M) |
| Quilmes                | 1-0  | Godoy Cruz     |
| Tigre                  | 1-2  | Juv.Antoniana  |
| Def.de Belgrano        | 3-1  | Racing (C)     |
| Libre: Indep.Rivadavia |      |                |

| Fecha                 | Nº23 | Apertura         |
| Alte.Brown (A)        | 0-1  | Instituto        |
| Godoy Cruz            | 3-1  | Tigre            |
| Racing (C)            | 3-3  | Atl.Tucumán      |
| Olimpo                | 3-1  | Huracán (TA)     |
| C.Córdoba (R)         | 4-4  | Gimnasia (ER)    |
| Arsenal               | 0-1  | San Martín (SJ)  |
| Platense              | 0-0  | Indep.Rivadavia  |
| Los Andes             | 5-0  | Almagro          |
| San Martín (M)        | 0-0  | El Porvenir      |
| Juv.Antoniana         | 1-0  | Atlético Rafaela |
| Gimnasia (J)          | 3-1  | Villa Mitre      |
| Quilmes               | 1-0  | Def.de Belgrano  |
| Libre: Def.y Justicia |      |                  |

| Fecha                  | Nº25 | Apertura         |
| Olimpo                 | 4-0  | Instituto        |
| Quilmes                | 1-0  | El Porvenir      |
| San Martín (M)         | 4-1  | Atlético Rafaela |
| Alte.Brown (A)         | 2-2  | Indep.Rivadavia  |
| Godoy Cuz              | 1-0  | Atl.Tucumán      |
| Racing (C)             | 2-0  | Villa Mitre      |
| Juv.Antoniana          | 2-3  | Huracán (TA)     |
| Def.y Justicia         | 2-1  | Tigre            |
| C.Córdoba (R)          | 3-1  | San Martín (SJ)  |
| Arsenal                | 4-2  | Almagro          |
| Platense               | 1-2  | Los Andes        |
| Gimnasia (J)           | 3-0  | Gimnasia (ER)    |
| Libre: Def.de Belgrano |      |                  |

| Fecha            | N.º 3 | Apertura        |
| Gimnasia (ER)    | 0-1   | San Martín (M)  |
| Platense         | 2-2   | Alte.Brown (A)  |
| Los Andes        | 1-2   | C.Córdoba (R)   |
| Almagro          | 0-0   | Olimpo          |
| Instituto        | 2-1   | Racing (C)      |
| Atlético Rafaela | 3-1   | Def.y Justicia  |
| Indep.Rivadavia  | 2-0   | Gimnasia (J)    |
| San Martín (SJ)  | 2-1   | Juv.Antoniana   |
| Huracán (TA)     | 2-1   | Godoy Cruz      |
| Villa Mitre      | 1-2   | Quilmes         |
| Atl.Tucumán      | 1-3   | Def.de Belgrano |
| El Porvenir      | 0-0   | Tigre           |
| Libre: Arsenal   |       |                 |

| Fecha              | N.º 6 | Apertura         |
| El Porvenir        | 0-0   | Atlético Rafaela |
| Tigre              | 1-2   | Villa Mitre      |
| Def.de Belgrano    | 2-0   | Huracán (TA)     |
| Def.y Justicia     | 1-0   | Gimnasia (ER)    |
| Quilmes            | 2-0   | Instituto        |
| Godoy Cruz         | 3-4   | San Martín (SJ)  |
| San Martín (M)     | 0-0   | Indep.Rivadavia  |
| Racing (C)         | 1-0   | Almagro          |
| C.Córdoba (R)      | 1-3   | Alte.Brown (A)   |
| Juv.Antoniana      | 3-2   | Los Andes        |
| Gimnasia (J)       | 4-1   | Platense         |
| Olimpo             | 0-0   | Arsenal          |
| Libre: Atl.Tucumán |       |                  |

| Fecha           | N.º 9 | Apertura         |
| San Martín (SJ) | 1-1   | Def.de Belgrano  |
| Indep.Rivadavia | 1-1   | Def.y Justicia   |
| C.Córdoba (R)   | 0-1   | Gimnasia (J)     |
| Alte.Brown (A)  | 0-1   | Juv.Antoniana    |
| Arsenal         | 2-2   | Racing (C)       |
| Platense        | 1-0   | San Martín (M)   |
| Los Andes       | 3-2   | Godoy Cruz       |
| Almagro         | 2-1   | Quilmes          |
| Instituto       | 3-0   | Tigre            |
| Gimnasia (ER)   | 0-1   | El Porvenir      |
| Villa Mitre     | 1-2   | Atlético Rafaela |
| Huracán (TA)    | 2-3   | Atl.Tucumán      |
| Libre: Olimpo   |       |                  |

| Fecha               | Nº12 | Apertura        |
| Villa Mitre         | 0-1  | Gimnasia (ER)   |
| Atlético Rafaela    | 2-2  | Instituto       |
| El Porvenir         | 1-0  | Indep.Rivadavia |
| Def.de Belgrano     | 1-2  | Los Andes       |
| Quilmes             | 2-1  | Arsenal         |
| Godoy Cruz          | 0-0  | Alte.Brown (A)  |
| Racing (C)          | 1-3  | Olimpo          |
| Juv.Antoniana       | 0-0  | Gimnasia (J)    |
| Atl.Tucumán         | 0-1  | San Martín (SJ) |
| San Martín (M)      | 2-0  | C.Córdoba (R)   |
| Def.y Justicia      | 1-3  | Platense        |
| Tigre               | 2-1  | Almagro         |
| Libre: Huracán (TA) |      |                 |

| Fecha             | Nº15 | Apertura         |
| Olimpo            | 1-1  | Quilmes          |
| C.Córdoba (R)     | 0-3  | Def.y Justicia   |
| Alte.Brown (A)    | 1-1  | Def.de Belgrano  |
| Arsenal           | 3-0  | Tigre            |
| Instituto         | 4-1  | Gimnasia (ER)    |
| Los Andes         | 2-2  | Atl.Tucumán      |
| Almagro           | 0-2  | Atlético Rafaela |
| Juv.Antoniana     | 2-2  | San Martín (M)   |
| Gimnasia (J)      | 5-0  | Godoy Cruz       |
| Indep.Rivadavia   | 1-1  | Villa Mitre      |
| San Martín (SJ)   | 3-1  | Huracán (TA)     |
| Platense          | 0-1  | El Porvenir      |
| Libre: Racing (C) |      |                  |

| Fecha                  | Nº18 | Apertura        |
| Godoy Cruz             | 1-2  | San Martín (M)  |
| Tigre                  | 0-2  | Olimpo          |
| Def.de Belgrano        | 2-0  | Gimnasia (J)    |
| Def.y Justicia         | 1-3  | Juv.Antoniana   |
| Quilmes                | 1-1  | Racing (C)      |
| El Porvenir            | 1-0  | C.Córdoba (R)   |
| Gimnasia (ER)          | 2-1  | Almagro         |
| Atl.Tucumán            | 1-1  | Alte.Brown (A)  |
| Instituto              | 2-0  | Indep.Rivadavia |
| Huracán (TA)           | 3-2  | Los Andes       |
| Villa Mitre            | 2-0  | Platense        |
| Atlético Rafaela       | 0-2  | Arsenal         |
| Libre: San Martín (SJ) |      |                 |

| Fecha          | N.º 21 | Apertura         |
| Godoy Cruz     | 3-1    | Def.y Justicia   |
| San Martín (M) | 1-2    | Def.de Belgrano  |
| Racing (C)     | 0-5    | Tigre            |
| Juv.Antoniana  | 3-1    | El Porvenir      |
| Gimnasia (J)   | 4-2    | Atl.Tucumán      |
| Olimpo         | 1-0    | Atlético Rafaela |
| C.Córdoba (R)  | 1-1    | Villa Mitre      |
| Alte.Brown (A) | 0-2    | Huracán (TA)     |
| Platense       | 3-2    | Instituto        |
| Los Andes      | 1-1    | San Martín (SJ)  |
| Almagro        | 2-1    | Indep.Rivadavia  |
| Arsenal        | 2-0    | Gimnasia (ER)    |
| Libre: Quilmes |        |                  |

| Fecha            | Nº24 | Apertura       |
| San Martín (SJ)  | 5-0  | Alte.Brown (A) |
| Atlético Rafaela | 3-1  | Racing (C)     |
| Instituto        | 2-2  | C.Córdoba (R)  |
| Gimnasia (ER)    | 2-0  | Olimpo         |
| Villa Mitre      | 2-1  | Juv.Antoniana  |
| Atl.Tucumán      | 4-1  | San Martín (M) |
| El Porvenir      | 3-5  | Godoy Cruz     |
| Tigre            | 1-2  | Quilmes        |
| Def.de Belgrano  | 0-0  | Def.y Justicia |
| Indep.Rivadavia  | 0-0  | Arsenal        |
| Huracán (TA)     | 1-0  | Gimnasia (J)   |
| Almagro          | 1-0  | Platense       |
| Libre: Los Andes |      |                |

## Torneo Clausura

### Tabla de posiciones final del Grupo A
| Pos | Equipo              | Pts | PJ | PG | PE | PP | GF | GC | Dif |
| --- | ------------------- | --- | -- | -- | -- | -- | -- | -- | --- |
| 1   | Arsenal             | 31  | 14 | 10 | 1  | 3  | 27 | 8  | 19  |
| 2   | Central Córdoba (R) | 30  | 14 | 9  | 3  | 2  | 30 | 21 | 9   |
| 3   | Instituto           | 21  | 14 | 6  | 3  | 5  | 20 | 23 | -3  |
| 4   | Quilmes             | 20  | 14 | 6  | 2  | 6  | 17 | 15 | 2   |
| 5   | Almirante Brown (A) | 19  | 14 | 5  | 4  | 5  | 18 | 19 | -1  |
| 6   | Los Andes           | 16  | 14 | 4  | 4  | 6  | 20 | 23 | -3  |
| 7   | Juventud Antoniana  | 13  | 14 | 4  | 1  | 9  | 12 | 23 | -11 |
| 8   | Tigre               | 8   | 14 | 2  | 2  | 10 | 12 | 24 | -12 |

|  |

### Tabla de posiciones final del Grupo B
| Pos | Equipo              | Pts | PJ | PG | PE | PP | GF | GC | Dif |
| --- | ------------------- | --- | -- | -- | -- | -- | -- | -- | --- |
| 1   | Gimnasia (CdU)      | 25  | 14 | 7  | 4  | 3  | 25 | 16 | 9   |
| 2   | Platense            | 25  | 14 | 7  | 4  | 3  | 25 | 16 | 9   |
| 4   | Atlético de Rafaela | 24  | 14 | 7  | 3  | 4  | 28 | 23 | 5   |
| 3   | Defensa y Justicia  | 24  | 14 | 7  | 3  | 4  | 24 | 19 | 5   |
| 5   | Racing (C)          | 24  | 14 | 7  | 3  | 4  | 29 | 25 | 4   |
| 6   | El Porvenir         | 21  | 14 | 6  | 3  | 5  | 25 | 23 | 2   |
| 7   | San Martín (M)      | 6   | 14 | 0  | 6  | 8  | 14 | 30 | -16 |
| 8   | Atlético Tucumán    | 4   | 14 | 0  | 4  | 10 | 8  | 25 | -17 |

### Tabla de posiciones final del Grupo C
| Pos | Equipo                  | Pts | PJ | PG | PE | PP | GF | GC | Dif |
| --- | ----------------------- | --- | -- | -- | -- | -- | -- | -- | --- |
| 1   | Godoy Cruz              | 26  | 14 | 7  | 5  | 2  | 22 | 15 | 7   |
| 2   | San Martín (SJ)         | 22  | 14 | 6  | 4  | 4  | 22 | 17 | 5   |
| 3   | Huracán (TA)            | 22  | 14 | 6  | 4  | 4  | 24 | 20 | 4   |
| 4   | Villa Mitre             | 21  | 14 | 6  | 3  | 5  | 17 | 18 | -1  |
| 5   | Defensores de Belgrano  | 19  | 14 | 5  | 4  | 5  | 20 | 18 | 2   |
| 6   | Gimnasia (J)            | 19  | 14 | 5  | 4  | 5  | 16 | 17 | -1  |
| 7   | Independiente Rivadavia | 13  | 14 | 3  | 4  | 7  | 10 | 20 | -10 |
| 8   | Almagro                 | 11  | 14 | 3  | 2  | 9  | 17 | 23 | -6  |

## Tabla General
Fue utilizada en primera instancia para determinar cinco equipos clasificados al Torneo Reducido y luego al equipo que disputaría la segunda Promoción por un ascenso a Primera División.
| Pos | Equipo                   | Pts | PJ | PG | PE | PP | GF | GC | Dif |
| --- | ------------------------ | --- | -- | -- | -- | -- | -- | -- | --- |
| 1   | Arsenal                  | 64  | 38 | 18 | 10 | 10 | 57 | 30 | 27  |
| 2   | Gimnasia y Esgrima (CdU) | 64  | 38 | 18 | 10 | 10 | 60 | 45 | 15  |
| 3   | Huracán (TA)             | 63  | 38 | 19 | 6  | 13 | 57 | 52 | 5   |
| 4   | Quilmes                  | 62  | 38 | 19 | 8  | 11 | 53 | 39 | 14  |
| 5   | Atlético de Rafaela      | 59  | 38 | 17 | 8  | 13 | 61 | 53 | 8   |
| 6   | El Porvenir              | 59  | 38 | 15 | 14 | 9  | 49 | 43 | 6   |
| 7   | Instituto                | 59  | 38 | 17 | 8  | 13 | 58 | 57 | 1   |
| 8   | Gimnasia y Esgrima (J)   | 58  | 38 | 16 | 10 | 12 | 51 | 40 | 11  |
| 9   | San Martín (SJ)          | 57  | 38 | 15 | 12 | 11 | 54 | 45 | 9   |
| 10  | Central Córdoba (R)      | 57  | 38 | 16 | 9  | 13 | 66 | 62 | 4   |
| 11  | Defensa y Justicia       | 57  | 38 | 16 | 9  | 13 | 56 | 55 | 1   |
| 12  | Defensores de Belgrano   | 56  | 38 | 15 | 11 | 12 | 57 | 43 | 14  |
| 13  | Juventud Antoniana       | 51  | 38 | 15 | 6  | 17 | 44 | 50 | -6  |
| 14  | San Martín (M)           | 50  | 38 | 12 | 14 | 12 | 51 | 54 | -3  |
| 15  | Los Andes                | 49  | 38 | 14 | 7  | 17 | 56 | 58 | -2  |
| 16  | Platense                 | 49  | 38 | 13 | 10 | 15 | 48 | 51 | -3  |
| 17  | Godoy Cruz               | 47  | 38 | 12 | 11 | 15 | 55 | 62 | -7  |
| 18  | Independiente Rivadavia  | 44  | 38 | 10 | 14 | 14 | 42 | 44 | -2  |
| 19  | Villa Mitre              | 44  | 38 | 12 | 8  | 18 | 39 | 54 | -15 |
| 20  | Almirante Brown (A)      | 44  | 38 | 11 | 11 | 16 | 40 | 57 | -17 |
| 21  | Almagro                  | 43  | 38 | 11 | 10 | 17 | 52 | 56 | -4  |
| 22  | Racing (C)               | 43  | 38 | 11 | 10 | 17 | 54 | 71 | -17 |
| 23  | Atlético Tucumán         | 33  | 38 | 7  | 12 | 19 | 43 | 65 | -22 |
| 24  | Tigre                    | 22  | 38 | 5  | 7  | 26 | 39 | 72 | -33 |

|  |                                                                                |
|  | Clasificados al Torneo Reducido como ganadores de su grupo del Torneo Clausura |
|  | Clasificados al Torneo Reducido por su ubicación en esta tabla                 |

## Segundo ascenso
El "Torneo Reducido" lo integraron los equipos que ocuparon los primeros puestos de cada grupo del Torneo Clausura (Arsenal, Gimnasia (CdU) y Godoy Cruz), sumándole a estos los cinco mejores equipos de la tabla general (Huracán (TA), Quilmes, Atlético de Rafaela, El Porvenir e Instituto), excluyendo a Olimpo (campeón del Apertura). Jugaron encuentros de ida y vuelta a eliminación directa, con ventaja deportiva para aquellos equipos que estaban mejor posicionados en la tabla.
|  | Cuartos de final    | Cuartos de final | Cuartos de final |   |                     | Semifinales | Semifinales | Semifinales |  |  | Final       | Final       | Final       |
|  | 25/4 al 30/4        | 25/4 al 30/4     | 25/4 al 30/4     |   |                     | 4/5 y 7/5   | 4/5 y 7/5   | 4/5 y 7/5   |  |  | 11/5 y 18/5 | 11/5 y 18/5 | 11/5 y 18/5 |
|  |                     |                  |                  |   |                     |             |             |             |  |  |             |             |             |
|  | El Porvenir         | 0                | 1                |   |                     |             |             |             |  |  |             |             |             |
|  | Huracán (TA)        | 0                | 0                |   |                     |             |             |             |  |  |             |             |             |
|  | Huracán (TA)        | 0                | 0                |   | El Porvenir         | 0           | 0           |             |  |  |             |             |             |
|  |                     |                  |                  |   | El Porvenir         | 0           | 0           |             |  |  |             |             |             |
|  |                     | Arsenal          | 1                | 2 |                     |             |             |             |  |  |             |             |             |
|  | Godoy Cruz          | Arsenal          | 1                | 2 | 2                   | 1           |             |             |  |  |             |             |             |
|  | Godoy Cruz          |                  |                  |   | 2                   | 1           |             |             |  |  |             |             |             |
|  | Arsenal             | 1                | 4                |   |                     |             |             |             |  |  |             |             |             |
|  |                     |                  |                  |   |                     |             |             |             |  |  | Arsenal     | 2           | 1           |
|  |                     |                  | Gimnasia (CdU)   | 1 | 1                   |             |             |             |  |  |             |             |             |
|  | Atlético de Rafaela | 2                | 1                |   |                     |             |             |             |  |  |             |             |             |
|  | Quilmes             | 0                | 2                |   |                     |             |             |             |  |  |             |             |             |
|  | Quilmes             | 0                | 2                |   | Atlético de Rafaela | 0           | 3           |             |  |  |             |             |             |
|  |                     |                  |                  |   | Atlético de Rafaela | 0           | 3           |             |  |  |             |             |             |
|  |                     | Gimnasia (CdU)   | 2                | 4 |                     |             |             |             |  |  |             |             |             |
|  | Instituto           | Gimnasia (CdU)   | 2                | 4 | 0                   | 2           |             |             |  |  |             |             |             |
|  | Instituto           |                  |                  |   | 0                   | 2           |             |             |  |  |             |             |             |
|  | Gimnasia (CdU)      | 0                | 5                |   |                     |             |             |             |  |  |             |             |             |

## Promoción con Primera División
La disputaron entre los que ocuparon el decimoséptimo (Lanús) y decimoctavo (Unión) del promedio del descenso de Primera División contra el equipo que perdió la final del Torneo Reducido y el equipo mejor posicionado en la tabla general de la Primera B Nacional, que no hayan ascendido ni estén clasificados a la otra Promoción (Gimnasia y Esgrima (CdU) y Huracán de Tres Arroyos). Los equipos que estaban en la máxima categoría tuvieron ventaja deportiva.
| Huracán (Tres Arroyos)                           | 1 - 2 | Lanús                  | 23 de mayo de 2002 |
| Lanús                                            | 1 - 1 | Huracán (Tres Arroyos) | 26 de mayo de 2002 |
| Lanús conservó la categoría con un global de 3-2 |       |                        |                    |

| Gimnasia y Esgrima (CdU)                                    | 3 - 1 | Unión (Santa Fe)         | 23 de mayo de 2002 |
| Unión (Santa Fe)                                            | 3 - 0 | Gimnasia y Esgrima (CdU) | 26 de mayo de 2002 |
| Unión (Santa Fe) conservó la categoría con un global de 4-3 |       |                          |                    |

## Tabla de descenso
Fueron contabilizadas la presente temporada y las dos anteriores. Descendieron los últimos dos equipos de cada una de las afiliaciones y también los tres peores equipos de la tabla de descenso general.

### Interior
| Pos  | Equipo                   | Promedio | 1999/00 | 2000/01 | 2001/02 | Total | PJ  |
| ---- | ------------------------ | -------- | ------- | ------- | ------- | ----- | --- |
| 1.º  | Instituto                | 1,857    | -       | 71      | 59      | 130   | 70  |
| 2.º  | Gimnasia y Esgrima (CdU) | 1,660    | 47      | 55      | 64      | 166   | 100 |
| 3.º  | Huracán (TA)             | 1,657    | -       | -       | 63      | 63    | 38  |
| 4.º  | San Martín (SJ)          | 1,560    | 49      | 50      | 57      | 156   | 100 |
| 5.º  | Atlético de Rafaela      | 1,550    | 51      | 45      | 59      | 155   | 100 |
| 6.º  | Gimnasia (J)             | 1,542    | -       | 50      | 58      | 108   | 70  |
| 7.º  | San Martín (M)           | 1,510    | 50      | 51      | 50      | 151   | 100 |
| 8.º  | Juventud Antoniana       | 1,400    | 46      | 43      | 51      | 140   | 100 |
| 9.º  | Almirante Brown (A)      | 1,340    | 40      | 50      | 44      | 134   | 100 |
| 10.º | Godoy Cruz               | 1,340    | 43      | 44      | 47      | 134   | 100 |
| 11.º | Racing (C)               | 1,330    | 38      | 52      | 43      | 133   | 100 |
| 12.º | Villa Mitre              | 1,280    | 41      | 43      | 44      | 128   | 100 |
| 13.º | Independiente Rivadavia  | 1,240    | 45      | 35      | 44      | 124   | 100 |
| 14.º | Atlético Tucumán         | 1,050    | 29      | 43      | 33      | 105   | 100 |

|  | Descendieron al Torneo Argentino A. |

### Metropolitana
| Pos  | Equipo                 | Promedio | 1999/00 | 2000/01 | 2001/02 | Total | PJ |
| ---- | ---------------------- | -------- | ------- | ------- | ------- | ----- | -- |
| 1.º  | Quilmes                | 1,854    | 63      | 50      | 65      | 178   | 96 |
| 2.º  | Arsenal                | 1,697    | 55      | 44      | 64      | 163   | 96 |
| 3.º  | Los Andes              | 1,555    | 63      | -       | 49      | 112   | 72 |
| 4.º  | Defensores de Belgrano | 1,473    | -       | -       | 56      | 56    | 38 |
| 5.º  | Defensa y Justicia     | 1,437    | 52      | 29      | 57      | 138   | 96 |
| 6.º  | Almagro                | 1,416    | 62      | -       | 40      | 102   | 72 |
| 7.º  | El Porvenir            | 1,333    | 50      | 19      | 59      | 128   | 96 |
| 8.º  | Platense               | 1,322    | 45      | 33      | 49      | 127   | 96 |
| 9.º  | Central Córdoba (R)    | 1,312    | 38      | 31      | 57      | 126   | 96 |
| 10.º | Tigre                  | 0,968    | 45      | 26      | 22      | 93    | 96 |

|  | Descendieron a la Primera B Metropolitana. |

### General
| Pos  | Equipo                   | Promedio | 1999/00 | 2000/01 | 2001/02 | Total | PJ  |
| ---- | ------------------------ | -------- | ------- | ------- | ------- | ----- | --- |
| 1.º  | Instituto                | 1,857    | -       | 71      | 59      | 130   | 70  |
| 2.º  | Quilmes                  | 1,854    | 63      | 50      | 65      | 178   | 96  |
| 3.º  | Arsenal                  | 1,697    | 55      | 44      | 64      | 163   | 96  |
| 4.º  | Gimnasia y Esgrima (CdU) | 1,660    | 47      | 55      | 64      | 166   | 100 |
| 5.º  | Huracán (TA)             | 1,657    | -       | -       | 63      | 63    | 38  |
| 6.º  | San Martín (SJ)          | 1,560    | 49      | 50      | 57      | 156   | 100 |
| 7.º  | Los Andes                | 1,555    | 63      | -       | 49      | 112   | 72  |
| 8.º  | Atlético de Rafaela      | 1,550    | 51      | 45      | 59      | 155   | 100 |
| 9.º  | Gimnasia (J)             | 1,542    | -       | 50      | 58      | 108   | 70  |
| 10.º | San Martín (M)           | 1,510    | 50      | 51      | 50      | 151   | 100 |
| 11.º | Defensores de Belgrano   | 1,473    | -       | -       | 56      | 56    | 38  |
| 12.º | Defensa y Justicia       | 1,437    | 52      | 29      | 57      | 138   | 96  |
| 13.º | Almagro                  | 1,416    | 62      | -       | 40      | 102   | 72  |
| 14.º | Juventud Antoniana       | 1,400    | 46      | 43      | 51      | 140   | 100 |
| 15.º | Almirante Brown (A)      | 1,340    | 40      | 50      | 44      | 134   | 100 |
| 16.º | Godoy Cruz               | 1,340    | 43      | 44      | 47      | 134   | 100 |
| 17.º | El Porvenir              | 1,333    | 50      | 19      | 59      | 128   | 96  |
| 18.º | Racing (C)               | 1,330    | 38      | 52      | 43      | 133   | 100 |
| 19.º | Platense                 | 1,322    | 45      | 33      | 49      | 127   | 96  |
| 20.º | Central Córdoba (R)      | 1,312    | 38      | 31      | 57      | 126   | 96  |
| 21.º | Villa Mitre              | 1,280    | 41      | 43      | 44      | 128   | 100 |
| 22.º | Independiente Rivadavia  | 1,240    | 45      | 35      | 44      | 124   | 100 |
| 23.º | Atlético Tucumán         | 1,050    | 29      | 43      | 33      | 105   | 100 |
| 24.º | Tigre                    | 0,968    | 45      | 26      | 22      | 93    | 96  |

|  | Descendieron a la tercera categoría por su ubicación en esta tabla.          |
|  | Habían descendido por su ubicación en la tabla de descenso de su afiliación. |

## Descensos y ascensos
Descendieron siete equipos, según las tablas de promedios. Dos de cada una de las zonas: Central Córdoba (R) y Tigre por la Metropolitana e Independiente Rivadavia y Atlético Tucumán por la Interior, y tres por peor promedio general (excluidos los otros cuatro): Villa Mitre, Platense y Racing (C).